# Carl Christian Hansen
Carl Christian Hansen (19. prosince 1809 v Kodani – 1891) byl dánský fotograf. V Dánsku je považován za průkopníka ve svém oboru.

## Životopis
Otec Carla Christiana Hansena byl cukrář v Næstvedu, jeho bratr pozdější portrétista Just Michael Hansen (25. srpna 1812 v Næstvedu – 13. července 1891 ve Slagelse). Sňatek Carla Christiana s Henriette Christiane Koch vyústil v narození jejich syna George Emila v roce 1833 a jejich syna Nielse Christiana v roce 1834. Po otcově smrti v roce 1836 Carl Christian převzal otcovu firmu.
V květnu 1849 Hansen se začal věnovat daguerrotypii a nabízel své služby jako portrétní daguerrotypista v Næstved Avis.
Hansen ve svém ateliéru vyškolil svého staršího syna George Emila v daguerrotypii, který se pak v letech 1853 až 1854 naučil v (pozdějším) Německu vyrábět fotografie na papírové tisky a v roce 1856 si otevřel vlastní ateliér v Næstvedu.
Hansenův mladší syn Niels Christian naopak vystudoval Královskou dánskou akademii výtvarných umění a v roce 1855 nebo 1856 se stal nezávislým portrétistou.
Od roku 1860 nabízel Carl Christian Hansen kromě svých předchozích daguerrotypií také fotografie jako papírové tisky.

## Galerie

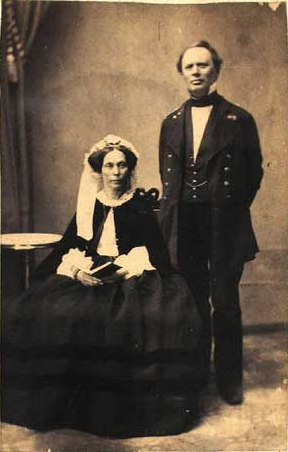
Carl Edvard a Louise van Dockum
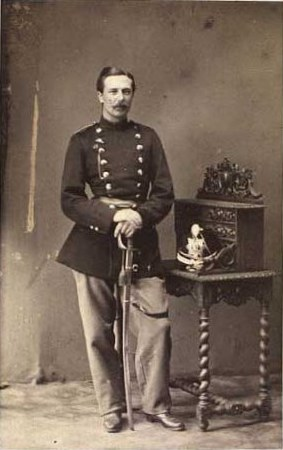
Emil Hohlenberg
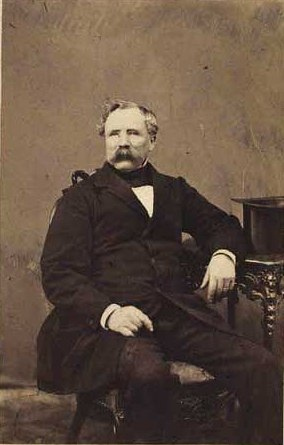
Frederik Dreyer, 1868
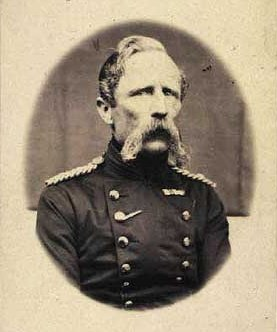
Frederik Dreyer
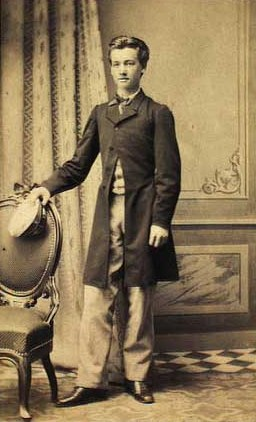
Henrik Bohr, 1862
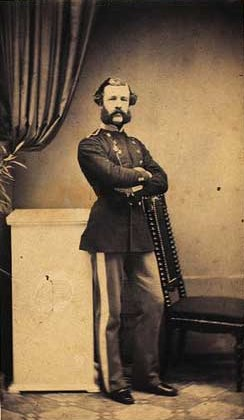
Jens Adolph Frederik Clauson-Kaas
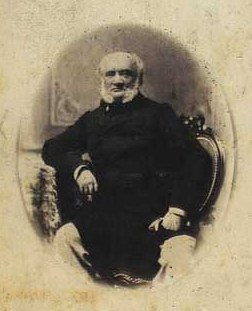
Morten de Svanenskiold
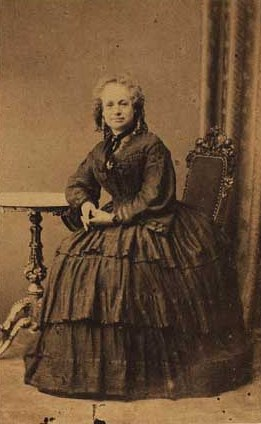
Rosa Price
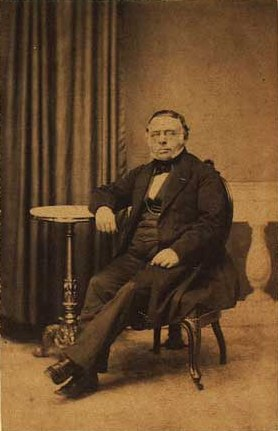
Vilhelm August Borgen
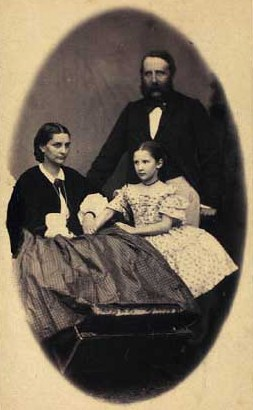
William Berner s rodinou, asi 1861